# 艾美利安奴·恩素亞
艾美利安奴·恩素亞（Emiliano Adrian Insúa Zapata，1989年1月7日—）是一名阿根廷足球運動員，司職左後衛，為小保加青訓產品，現時效力于美國職業足球大聯盟球會洛杉磯銀河。
恩素亞由利物浦在南美洲的球探發掘，賓尼迪斯決定向小保加先借18個月以留意其表現，穿上48號球衣。2007年4月28日對樸茨茅夫的聯賽，由於利物浦正準備歐聯賽事，收起主力球員，恩素亞逐得以正選上陣。
恩素亞一直代表阿根廷 U20代表隊，他參加了巴拉圭舉辦的2007年南美青年足球錦標賽，可惜不敵巴西。不過，他參加在加拿大舉辦的世界青年足球錦標賽，則成功在決賽擊敗捷克奪冠。
2008年5月4日，利物浦主場對曼城，恩素亞獲得該季首次上陣的機會，完成整場賽事。2008/09年新賽季，恩素亞獲得22號的新球衣號碼。
2010年夏，土耳其劲旅加拉塔萨雷宣布球队将租借利物浦后卫恩素亞一年，并拥有对阿根廷人的优先买断条款。
2011年8月，利物浦官方宣布恩素亞转会葡超球队士砵亭並签下5年合约。

## 榮譽

### 球會
利物浦
- 2008年英格蘭足球預備組超級聯賽冠軍

馬德里競技
- 西甲:2013-14賽季冠軍
- 西班牙國王盃:2013年冠軍
- 西班牙超級盃: 2014冠軍
- 歐洲聯賽冠軍盃:  2013–14亞軍

### 國家隊
- U20世界盃足球賽:2007年U20世界盃足球賽冠軍

## 外部連結
- 足球数据库：艾美利安奴·恩素亞的球员统计数据
- 利物浦官方網站 恩素亞檔案